# Битка на Малајници
Битка на Малајници (1807) била је прва заједничка борба Срба и Руса против Турака у Првом српском устанку. Битка се завршила победом српско-руске војске.

## Увод
После ослобођења Београда и осигурања западне границе устаничке Србије на Дрини, Карађорђе је крајем пролећа 1807. упутио у источну Србију Миленка Стојковића и Петра Добрњца са војскама браничевске и пожаревачке нахије са задатком да Тимочку Крајину ослободе од Турака. Са истим задатком упућен је из Соко-Бање Хајдук Вељко Петровић са својим устаницима према Штубику.
Миленко Стојковић је у наступању према Крајини заузео Пореч и Штубик, али је пред селом Малајница нападнут од заповедника Видина Мула-паше и Алије Гушанца са око 5.000-8.000 турских војника и крџалија. Миленко Стојковић са војском одступио је у Штубик, где се утврдио. Турци су се утврдили на Малајници и опсели Штубик.
Пошто је руска војска под генералом Исајевим (рус. Исаев) избила на Дунав и прешла на Велико острво, Карађорђе је са војскама смедеревске и грочанске нахије пошао у помоћ Миленку; средином јуна са око 4.500 пешака и коњаника стигао је на Штубик и подигао шанчеве према Турцима.
У међувремену пробили су се Миленко и Вујица Вулићевић кроз турске положаје и јавили се Карађорђу на Штубику, одакле их је он упутио са 300 коњаника у сусрет Русима. Близу села Михајловца састали су се Руси и Срби 20. јуна 1807.
Дана 30. јуна генерал Исајев и Карађорђе извршили су процену турских положаја на Малајници и одредили распоред за напад. Сутрадан ујутро Руси су прво отворили топовску ватру по логору Мула-паше, а затим су Миленко Стојковић са 1.500 Браничеваца и Вујица Вулићевић са 600 Смедереваца, уз руски олонецки батаљон (600 пешака), 200 козака и 200 српских добровољаца кренули у напад, брзо ускочили у турске шанчеве у којима је настала права сеча. У борби прса у прса су се Срби и Руси боље сналазили. Турке у шанчевима обузела је паника, која се пренела на логор.

## Последице
Мула-паша је побегао на коњу, а потом Алија Гушанац са преосталим Турцима уз губитке од 1.000 погинулих. Срби су имали око 80 погинулих, а руски губици су непознати. Руски олонецки батаљон храбро се борио, због чега је Карађорђе његове војнике назвао својом браћом.